# Casa Blanquer
La Casa Blanquer és un edifici modernista, datat de 1910, construït a la localitat de Castellar del Vallès, on s'ha dut a terme un Pla Especial de protecció patrimonial, per part de l'Ajuntament d'aquesta localitat.

## Característiques
La casa Blanquer respon als paràmetres modernistes. El frontis presenta una solució simètrica, marcant l'eix la porta d'entrada. A cada cantó dues finestres envoltades per un marc de línies ondulants de clara factura modernista, completa la decoració un encoixinat de carreus disposats de manera alternant. Motius florals guarneixen porta i finestres. Sobre la porta, un escut amb les inicials del propietari: Blai Blanquer. Arran de terra dues finestres tradueixen en la façana la presència del soterrani. La teula presenta un perfil de d'ínies ondulants barrejat amb una decoració de forja amb motius geomètrics. El frontis està situat a nivell del carrer, per un desnivell del terreny, des de la part de l'eixida canvia la distribució dels pisos. La planta baixa la constitueix el soterrani, queda al primer pis l'habitatge pròpiament dit i al damunt, les golfes.

## Història
La casa de la carretera de Sentmenat, 110 era propietat de Blai Blanquer Mecier, un industrial castellarenc que va heretar, el 1907, del seu sogre –Francesc Panadès Costa (industrial paperer procedent del molí d'en Mornau de Sabadell)– la fàbrica de paper al molí de Fontscalents que havia engegat entre 1881 i 1893. En abandonar aquesta indústria, Francesc Blanquer, fill de Blai Blanquer, va crear a Fontscalents la primera impremta de Castellar “Grafiques F. Blanquer”. Blai Blanquer Mecier era natural de Cocentaina (comarca del Comtat, al País Valencià), nascut l'any 1874. Casat amb Maria Panadès Martorell, el matrimoni va arribar a Sant Esteve de Castellar el 1890. Van tenir quatre fills: Maria (1898), Rosa (1904), Francisco (1906) i Joan Blanquer i Panadès (1910), tots ells nascuts a Sant Esteve de Castellar. El petit de la família, Joan, tingué força renom per la seva activitat cinematogràfica.
L'any 2005 els arquitectes Daniel Alsina Torra i Antoni Espejo Barroso van començar les obres d'un projecte que suposava la construcció d'un total de 7 habitatges, però que l'any 2006 es va ampliar a 7 habitatges més. Els edificis resultants consten de planta soterrani, planta baixa i tres plantes pis. Les obres van tenir present el Pla especial de protecció de la casa Blanquer aprovat el juny de 2006, el que va permetre salvar la façana de l'antiga casa modernista convertint, l'espai que ocupava l'antiga casa de Blai Blanquer en un local i, al seu darrere, es troba l'edifici dels habitatges.